# Frustration Dome
Der Frustration Dome (englisch für Frustrationdom) ist ein großer, zerklüfteter und 857 m hoher Eisdom im ostantarktischen Mac-Robertson-Land. Er ragt 58 km südöstlich des Mount Henderson auf.
Der Eisdom war Standort einer Tellurometerstation, die 1967 im Zuge einer Kampagne der Australian National Antarctic Research Expeditions errichtet wurde. Deren Teilnehmer benannten ihn so, weil sich durch eine Fahrzeugpanne hier die Vermessungsarbeiten bis in das nächste Frühjahr verzögerten.